# Roth bei Nürnberg
Roth bei Nürnberg là một thị trấn thuộc bang Bayern, Đức, đây là huyện lỵ của huyện (Landkreis) Roth.